# Бахромчатый бычок Эллиса
Бахромчатый бычок Эллиса (лат. Porocottus allisi) — вид морских лучепёрых рыб рода Porocottus семейства рогатковых. Распространён в северо-западной части Тихого океана от Хоккайдо (Япония) до южных Курильских островов и северной части Японского моря. Обитает на глубинах от 0 до 25 м. Демерсальная рыба умеренных вод. Питается мелкими донными животными. Длина тела до 7 см. Она безвредна для человека, охранный статус вида не определен, объектом промысла не является.